# Kadhalviruz
Kadhalviruz (tamilisch காதல்வைரஸ், kātalvairas; * 17. Juni 1984 in Tellippalai, Sri Lanka; bürgerlich Satheesraj Srithirukumar) ist ein tamilischer Sänger, Rapper, DJ, Songwriter, Musikproduzent und Komponist, der stilistisch dem Genre Tamil RnB zuzuordnen ist.

## Biografie
Im Alter von zwei Jahren übersiedelte er mit seiner Familie nach Deutschland aufgrund des herrschenden Bürgerkrieges. Er war früh von A. R. Rahman beeindruckt. Im Alter von 14 bis 15 Jahren fing er an, auf verschiedenen Veranstaltungen und Talentshows aufzutreten, unter anderem bei Super-Prince Music Group.
Später arbeitete er zusammen mit seinem Freund DJ Dark X (Janakan Kathirgamanathan) als tamilischer DJ und produzierte später  in England zusammen mit Princeten Charles seinen ersten Song Without You.
Seit 2011 arbeitet er mit dem Musikproduzenten Kowtham Mohanarajan zusammen und veröffentlichte u. a. Guzarishe, Chittu Kuruvi und Ninaivil Nindraval. Nach einer langen Pause, gab er 2021 ein Comeback.
Über Kadhalviruz wurde die Legende propagiert, er verbreite mit seiner Musik einen schweren „Virus“ unter seinen Zuhörern; dies wird auch in seinem heutigen Künstlernamen angesprochen. 

## Diskografie
| - Without You / En Uyir Kadhale - (Prod. von Princeten) - Once More - feat. Black Air & Brownsouljha (Prod. von B.A) - En Muchin Swasathil - (Prod. von Princeten) - Pokiri Raja - feat. Black Air (Prod. von 2Shanth) - Put Em Up - (Prod. von 2Shanth) - Enakkaghe Piranthavale - (Prod. von T-Bozz) - Petta Rap - feat. Black Air (Prod. von 2Shanth) - Feb 14 - feat. Shreema (Prod. von 2Shanth) - Ohne Dich - feat. Dangerouz (Prod. von D.A) - Together - feat. Dushan & Emmanual (Prod. von 2Shanth) - Move Ya Body - feat. Lankstyle (Prod. von 2Shanth) - Honey & Crazy Girl - feat. Rajbavan (Prod. von 2Shanth) - Petta Rap (Remix) - feat. B-Reign (Prod. von 2Shanth) - Stolen My Heart - (Prod. von 2Shanth) - Sakiye - (Musik von M.Kowtham) - FEB 14 (Remix) - feat Little Empire & Shreema (Prod. von 2Shanth) - Stay Girl - feat. Slim D (Prod.by 2Shanth) (Best of Europe Album) - Who’s my Pondhadhi - feat. Slim D (Prod.by 2Shanth) (Best of Europe Album) | - Engal Dhesathin Kuralkal - (Tamil Eelam Song) - Amma (Mother) - (Prod. von Vernon G Segaram) - Kamasutra - feat. Slim D (Prod. von 2Shanth) - Guzarishe - (Musik von M.Kowtham) - Chittu Kuruvi - feat. Slim D (Musik von M.Kowtham) - Cinderella - feat. Rajbavan (Musik von Vernon G Segaram) - Ninaivil Nindraval - (Musik von M.Kowtham) - You Lied To Me - feat. Charles Bosco, Arjun & Swami Baracaus (Musik von Charles Bosco) - Vaadi - (Musik von M.Kowtham) - Yelelu Yenmam - (Music by M.Kowtham) - Nilave Nilave - feat. Prathadsan (Musik von M.Kowtham) - Appa (Vater) - (Music by Kadhalviruz/Recomposed von M.Kowtham) - Vayasu Kolaru - feat. Johan Anthony & Thinesh Se. (Musik von M.Kowtham) - Hey Machan - feat. Johan Anthony - Pattampoochi - feat. Pragathi Guruprasad (Musik von M.Kowtham; Lyricst: Jenitha Joseph) - Boom Boom - feat. Chududauda (Musik von M.Kowtham) |